# Lockheed Martin RQ-170 Sentinel
RQ-170 là chiếc máy bay không người lái của Mỹ tương tự chiếc bị Iran "bắt" được trong thời gian cuối năm 2011. Máy bay này có tên đầy đủ là RQ-170 Sentinel. Đây là một loại máy bay tàng hình không người lái (UAV) do Lockheed Martin phát triển.
Các nhà báo cho biết có những tương đồng về thiết kế giữa RQ-170 và các chương trình máy bay tàng hình không người lái trước như RQ-3 DarkStar và Polecat. 
Đây là loại máy bay không đuôi, có các hệ thống cảm ứng SATCOMs được lắp đặt ở mặt trên của mỗi cánh. Quân đội Mỹ cho đến nay vẫn giữ bí mật về tính năng và đặc điểm của các máy bay UAV, nhưng giới chuyên gia cho rằng sải cánh của RQ-170 khoảng từ 20m đến 23m và 27m. RQ-170 Sentinel không được thiết kế để mang theo vũ khí. RQ-170 có thiết kế cánh bay chứa một động cơ và được tờ báo chuyên về hàng không Aviation Week ước tính có sải cánh cỡ 66 feet (20,1m). Trọng lượng cất cánh của loại máy bay này ước tính lớn hơn của RQ-3 DarkStar (3.855,5 kg). Thiết kế thiếu một số yếu tố thông thường của kỹ thuật tàng hình. Hai cánh của máy bay này tạo thành mặt cong, và hơi tiết lưu không được cánh che chắn.
Aviation Week cho rằng những yếu tố này cho thấy các nhà thiết kế muốn tránh các công nghệ nhạy cảm cao do gần như chắc chắn có thể bị đánh mất một vài chiếc vào tay kẻ thù. Báo này cũng ước đoán động cơ của RQ-170 có thể là General Electric TF34.
Trên cơ sở các bức ảnh ít ỏi của RQ-170, chuyên gia hàng không Bill Sweetman cho rằng các UAV được trang bị với một bộ cảm biến điện tử hồng ngoại và có thể là radar điện tử quét (AESA) gắn trên bụng của nó.
Ngoài RQ-170, Mỹ còn phát triển nhiều loại máy bay không người khác, trong đó có những chiếc có khả năng tấn công. Những vụ tấn công từ máy bay không người lái từng khiến mối quan hệ đồng minh giữa Mỹ và Pakistan nhiều lần căng thẳng.